# 杨大春
杨大春，北京师范大学教授，主要从事函数空间的实变理论及其应用等方面的研究工作。入选中华人民共和国教育部第八批长江学者特聘教授，享受中国国务院政府特殊津贴。